# دریاکنار (لنگرود)
دریاکنار یک روستا در ایران است که در دهستان گل سفید شهرستان لنگرود واقع شده‌است. دریاکنار ۱٬۰۲۱ نفر جمعیت دارد.